# Discussione sulla sperimentazione animale
Molti movimenti animalisti considerano l'abolizione della sperimentazione animale fra i propri obiettivi principali. In alcuni casi, gli antivivisezionisti sostengono che la sperimentazione sugli animali sia scientificamente inefficace e potenzialmente sostituibile con altri metodi; in altri casi (per esempio in quello dei sostenitori dei diritti animali), la sperimentazione animale viene condannata sul piano etico, a prescindere dalla sua effettiva utilità per il progresso in campo medico e scientifico. Sul piano etico, alcuni animalisti operano dei distinguo, ammettendo la sperimentazione animale entro certi limiti, per esempio attaccando soprattutto la sperimentazione senza fini scientifici sufficientemente chiari e importanti, o la sperimentazione che implica pratiche particolarmente cruente nei confronti dei soggetti da laboratorio, o la sperimentazione su determinate specie considerate dotate di particolari capacità intellettuali o di autocoscienza (per esempio le scimmie antropomorfe).
Riguardo all'utilità della sperimentazione animale, la stragrande maggioranza della comunità scientifica la ritiene indispensabile.
Gli scienziati e i ricercatori mettono in evidenza come le reazioni fisiologiche ad un input esterno sono spesso imprevedibili; ad esempio, la complessità d'integrazione cellulare presente nel sistema nervoso centrale non può essere dedotta dalla funzione dei singoli componenti. D'altro canto, anche le simulazioni computerizzate necessitano di una conoscenza della funzione biologica e fisiopatologica dell'organismo; in assenza di tali informazioni ogni simulazione porterà a dei risultati dubbi, sulla base dei quali sarà difficile poter dar corso a una nuova terapia.
Secondo la grande maggioranza della comunità scientifica è dunque dalla complementarità della sperimentazione in vivo e in vitro, e dall'elaborazione informatica o in silico, che è possibile un'evoluzione delle nostre conoscenze tale da favorire lo sviluppo di strategie terapeutiche efficaci, che utilizzino il minor numero possibile di test animali.

## Posizione della comunità scientifica
La stragrande maggioranza della comunità scientifica e enti accademici come la Royal Society e la statunitense National Academy of Sciences ritengono ad oggi necessario il ricorso alla sperimentazione animale.
Tra le motivazioni si afferma:
- se i farmaci superano tutti i test condotti in provetta e al computer, devono poi essere testati su animali da laboratorio. Questi test danno importanti informazioni su come un farmaco reagisce in un essere vivente, e spesso mostrano effetti collaterali che non erano stati previsti precedentemente.
- Osservando gli effetti dei vari stimoli su animali non umani, è possibile formarsi delle aspettative legittime circa i probabili effetti di questi stimoli sugli esseri umani.
- Attraverso la sperimentazione animale possiamo capire i meccanismi causali della condizione sotto esame.

Secondo questa posizione, gli animali sono dei modelli causali analoghi (CAM - causal analog models), e la funzione primaria dei test sugli animali è quella di scoprire i meccanismi causali che producono e dirigono il corso della patologia negli animali; questi risultati vengono poi estesi per analogia agli esseri umani. La comprensione dei meccanismi causali rilevanti negli umani serve poi agli scienziati per prevenire o trattare le malattie (AMA 1988). La generalizzabilità da modello a soggetto modellato viene basata sulla vicinanza filogenetica tra i soggetti, poiché questa vicinanza evolutiva implica una vicinanza anche nei meccanismi (fisiologici, patologici, molecolari, ecc.) studiati. Altre ipotesi sulla validità della sperimentazione animale sono quella strumentalista sostenuta erroneamente dagli animalisti("sappiamo che gli animali sono causalmente simili agli uomini grazie alla nostra esperienza") e quella basata sulla storia della medicina,plausibile e scientificamente corretta, che testimonia in molti casi l'utilità della sperimentazione animale.
Per quanto riguarda i risultati della sperimentazione animale, secondo gli studiosi ad essa favorevoli la ricerca basata su test animali ha avuto un ruolo fondamentale in larga parte delle scoperte mediche dell'ultimo secolo, come ad esempio i vaccini e agli antibiotici per la prevenzione e il trattamento delle infezioni e gli anestetici usati in tutte le forme di chirurgia.
Nel maggio del 1881, Louis Pasteur eseguì un esperimento pubblico per mostrare l'efficacia della vaccinazione. Selezionò due gruppi di 25 pecore, uno dei quali venne vaccinato con due somministrazioni distanziate di 15 giorni di un vaccino da lui preparato. Trenta giorni dopo la prima iniezione ad entrambi i gruppi venne iniettata una coltura di batteri di antrace vivi. Il risultato fu sorprendente: tutte le pecore vaccinate riuscirono a sopravvivere, le altre 25 morirono in pochi giorni.
La scoperta dell'insulina viene spesso citata come un altro chiaro esempio del contributo della sperimentazione animale al progresso della medicina: Frederick Grant Banting e Charles Herbert Best, negli anni venti, scoprirono che l'iniezione di un estratto di cellule pancreatiche che contenevano l'ormone dell'insulina alleviava nei cani i sintomi del diabete.
Gli interventi cardiochirurgici a cuore aperto, la dialisi e i trapianti renali, i trattamenti per l'asma, per la leucemia e per la pressione alta, sono per i fautori di questa tecnica sperimentale solo alcuni altri fra i progressi clinici resi possibili grazie alla ricerca medica e ai test condotti sugli animali. Inoltre, sempre secondo i suoi fautori, negli ultimi decenni grazie alla ricerca basata su sperimentazioni animali si è iniziato ad affrontare patologie difficili e complesse come i tumori, i problemi cardiaci più gravi, nonché infezioni di nuova natura come l'HIV, e farmaci più efficaci nella prevenzione del rigetto nei trapianti di organi sono stati sviluppati negli anni ottanta e novanta grazie ai test sugli animali.
Le organizzazioni mediche e scientifiche citano il caso della talidomide per sostenere l'importanza dei test animali nella prevenzione del rischio di difetti congeniti nel nascituro. Rifacendosi alla vicenda, esse sostengono che la tragedia della talidomide fu dovuta al fatto che i modelli animali non furono usati nel giusto modo, in particolare che non furono usati modelli animali gravidi, e concludono affermando che i cambiamenti e i miglioramenti introdotti in seguito assicurano oggi che errori simili non possono più verificarsi.
La tecnica del gene targeting, che Mario Capecchi, Martin Evans e Oliver Smithies con i loro studi hanno contribuito a mettere a punto, è utilizzata oggi dai ricercatori di tutto il mondo per «costruire» topi con mutazioni inserite nei geni. La potenza di questa tecnologia è tale che il ricercatore può selezionare sia quale gene mutare sia come farlo. In pratica il ricercatore può scegliere come e quali sequenze di DNA del genoma di topo vuole cambiare, e ciò permette di valutare nel dettaglio la funzione di ogni gene durante lo sviluppo embrionale o nelle fasi successive. Il gene targeting sta avendo una ricaduta importante anche sugli studi sul cancro, sull'embriogenesi, sull'immunologia, sulla neurobiologia e su moltissime altre malattie, e ha notevoli applicazioni nell'ambito della medicina clinica.
Secondo ciò che sostengono gli assertori della validità della sperimentazione animale, va poi ricordato che, oltre ai benefici medici e clinici, anche gran parte dei progressi in medicina veterinaria sono ascrivibili alla ricerca compiuta sugli animali.
I sostenitori della sperimentazione animale riconoscono che la scienza medica ha sviluppato nel tempo un'ampia gamma di tecniche sperimentali in grado di fornire risposte a problemi scientifici che non possono essere affrontati dagli studi compiuti sugli animali. Tuttavia, nonostante questi nuovi sviluppi, essi affermano che l'analisi e i risultati di numerose ricerche mediche e cliniche recenti dimostrano che molte domande chiave nella scienza medica possono e potranno avere una risposta solo se verranno condotti anche studi ed esperimenti sugli animali. Opinione largamente condivisa dagli stessi ricercatori che operano in questi nuovi promettenti campi, i quali riconoscono che nel lungo termine sarà possibile ridurre ed indirizzare in modo più specifico l'uso degli animali, ma non eliminare del tutto questa fase.
Tuttavia, negli ultimi anni parte della comunità scientifica ha orientato le proprie ricerche allo studio dei modelli di organi in vitro, sottolineando che i  test basati su questi modelli hanno la potenzialità di diventare scientificamente più validi e predittivi rispetto a quelli basati sugli animali, soprattutto grazie a recenti scoperte che sottolineano la possibilità di costruire dei setting sperimentali in cui modelli di sistemi in vitro rispettano la legge di Kleiber, ovvero la legge metabolica fondamentale formulata dal biologo svizzero Max Kleiber che si applica a tutti gli organismi viventi.
Già oggi i modelli in vitro possono costituire modelli validi in relazioni a patologie specifiche, come l’obesità.
A giugno del 2018, circa 600 persone fra scienziati, studenti universitari e ricercatori hanno firmato un appello su USA Today, nel quale chiedono agli enti di ricerca e alle istituzioni statunitensi rispettivamente di adottare una maggiore trasparenza e di tutelare la sperimentazione animale. Il testo afferma che «gli studi animali sono stati coinvolti in 96 dei 108 Premi Nobel in fisiologia e medicina».

A settembre del 2019, Garattini, Giacomo Rizolatti, Kandel e Barré-Sinoussi sottoscrivono un manifesto che chiede al Governo italiano di tutelare la sperimentazione animale e di «non lasciare che la ricerca [italiana] e muoia e che le ricercatrici e i ricercatori italiani siano costretti ad abbandonarlo o a spostare le loro ricerche all'estero».

## Posizione dei movimenti animalisti
Le critiche degli animalisti alla validità dei modelli animali come CAM si possono dividere in tre filoni: quello dei diritti degli animali, quello della critica scientifica a priori (il modello non può funzionare), e quello della critica scientifica alle modalità (il modello funziona poco, non è affidabile).
- Nel primo filone troviamo coloro che identificano la sperimentazione animale con il maltrattamento degli animali
- Nel secondo filone troviamo prevalentemente autori non appartenenti alla comunità scientifica che parlano dell'intrinseca non validità dei modelli animali.
- Nel terzo filone, troviamo critici meno aprioristici troviamo chi afferma che le informazioni ottenute da modelli pre-clinici (Barnard; Kaufmasnn; Rowan; Valenstein) sono ingannevoli, chi nega l’utilità dei modelli perché tentano di ripetere in un brevissimo arco di tempo condizioni patologiche che si sono evolute in tempi molto lunghi (come la depressione) (Bateson; Miller), ed infine chi, come Giere  denuncia l’esagerazione del ruolo dei modelli animali nelle scoperte biomediche.[senza fonte]

### Contestazione su base etica
Sul finire del diciannovesimo secolo, la mancanza di eticità della macellazione kosher e della vivisezione erano le principali tematiche inerenti alla protezione degli animali in Germania. Presero posizione molti intellettuali importanti, come Arthur Schopenhauer e Richard Wagner.
Questo dibattito continuò anche sotto il Nazionalsocialismo  
dove molti vertici del governo presero ferma posizione, tra i quali Hermann Göring, convinto animalista  (nonostante fosse un cacciatore) e sostenitore del conservazionismo,
Il 16 agosto 1933 Göring  promulgò una legge che abolì a tutti gli effetti la vivisezione, rendendo illegale la sua pratica. Non mancarono tuttavia detrattori di questa politica, infatti il 5 settembre dello stesso anno, dopo appena tre settimane dal promulgamento, la legge fu emendata in modo da permettere al ministro degli interni di concedere permessi occasionali ad istituti di ricerca ed università di effettuare la sperimentazione su animali vivi.

Nel 1932, il NSDAP propose un primo divieto della vivisezione. All'inizio del 1933, rappresentanti del Partito Nazionalsocialista al Parlamento prussiano ordirono una conferenza per promulgare il divieto. Il 21 aprile 1933, poco dopo l'arrivo al potere del NSDAP, il parlamento iniziò ad emendare leggi per la regolazione dell'uccisione degli animali.
Lo stesso Führer si espresse favorevolmente in un discorso:
(Adolf Hitler, 1933)
Nel 1934, il Reich ospitò una conferenza internazionale sulla protezione degli animali a Berlino.
Nel 1938, la tutela degli animali venne accettata come argomento da insegnare nelle scuole pubbliche e nelle università tedesche.
L'attuale sistema di leggi in Germania, concernente i diritti degli animali e la loro tutela, è costituito da modifiche delle leggi vigenti durante il Terzo Reich.
Uno degli argomenti contro l'abolizione della sperimentazione animale è che, per far avanzare la conoscenza scientifica, eliminare l'uso degli animali significa dover ricorrere in prima istanza alle sperimentazioni sull'essere umano.
Effettivamente, il divieto nazista sulla vivisezione animale non ha impedito la sperimentazione che usa esseri umani come cavie che è un fatto storico documentato nei campi di concentramento nazisti (così come in Giappone).

### Critica generale alla sperimentazione animale
L'argomento più comune riguarda comunque il problema della generalizzabilità dei risultati ottenuti tramite la sperimentazione su animali diversi dall'uomo. I critici denunciano che non si possono estendere i risultati sperimentali sui (ad esempio) ratti agli esseri umani a meno che non si abbiano basi sperimentali solide per sostenere che certe differenze tra l'anatomia/fisiologia dei ratti ed degli esseri umani non siano differenze che generano errore. 
Il passaggio dal risultato nel modello alla previsione del risultato nel soggetto modellato è una inferenza analogica, che è per definizione sempre “rischiosa” e meramente euristica: ogni inferenza di validità esterna implica un passaggio induttivo, implicitamente fallibile. Perché essa abbia senso c'è bisogno di “buone analogie”, cioè analogie per le quali sia veramente molto improbabile osservare certi dati a meno che l'ipotesi di validità esterna sia vera, ma questo non è sempre il caso nelle sperimentazioni animali.
In risposta alla giustificazione portata dai sostenitori della sperimentazione animale, come la vicinanza filogenetica necessaria a permettere il passaggio induttivo, controbattono enunciando quelle che ritengono due fallacie argomentative:
1. Fallacia funzionale, ovvero credere che la somiglianza funzionale implichi la somiglianza causale.[senza fonte]
2. Fallacia filogenetica, ovvero credere che la continuità filogenetica garantisca la somiglianza causale tra soggetti.[senza fonte]

Dal punto di vista della teoria dell'evoluzione possiamo inoltre dire che la maggior parte delle proprietà significative di un organismo sono di tipo relazionale (emergenti, olistiche), quindi anche due specie che condividano un comune bagaglio di parti biochimiche possono reagire in maniera completamente differente a stimoli uguali o paragonabili.
Quanto all'argomento della utilità storica della sperimentazione animale, i critici sostengono che enumerare i casi nei quali essa ha portato a dei risultati rilevanti per lo sviluppo di farmaci o terapie per gli esseri umani è argomento spurio. In primo luogo, si argomenta, questa lista non distingue tra modelli euristici e modelli causali. Pochi negano che i modelli animali possano funzionare come "macchine euristiche", fonti cioè di ipotesi di lavoro e di inferenze "deboli" (se nei maiali il fegato ha funzioni di metabolizzazione degli xenobiotici, è probabile che svolga una funzione molto simile anche nell'uomo), mentre si mette in forte dubbio che funzionino come analoghi causali (dato che i maiali metabolizzano il composto X attraverso il percorso metabolico Y, allora lo stesso avviene nell'uomo). Poiché la stragrande maggioranza degli studi moderni (a differenza di quelli storici) verte su una modellistica causale, è necessario giustificarne l'utilizzo.
In secondo luogo, portare una lista di risultati positivi è cattiva scienza. Il dato importante è il rapporto tra risultati positivi, numero di esperimenti effettuati, e risultati negativi. È evidente, continuano i critici, che soltanto se si potesse dimostrare che una percentuale significativa degli esperimenti su modelli causali animali avesse portato a conseguenze di rilevanza clinica sull'uomo, potremmo inferire che la modellazione è efficace, sensibile e specifica, tre parametri fondamentali per la scelta di un modello. Dire infatti che "di circa 30 agenti che sono causa riconosciuta di cancro nell'uomo, tutti sono causa di cancro anche nei ratti da laboratorio - a dosaggi elevati" è fuorviante poiché suggerisce che la misura dell'utilità di un test sia data solo dalla sensibilità dello stesso (proporzione di carcinogeni umani che sono carcinogeni anche nei ratti) e non anche dalla sua specificità (proporzione di non carcinogeni umani che sono non carcinogeni nei ratti).
Alcuni esempi usati dagli oppositori alla sperimentazione animale:

### Esempi

#### Poliomielite
Nei primi anni del '900, Flexner scoprì che le scimmie Rhesus potevano contrarre la polio attraverso il naso, e propose che anche nell'uomo il virus entrasse con quella modalità, si muovesse lungo il nervo olfattivo fino al cervello e alla fine alla spina dorsale, dove poteva causare lesioni e paralisi. Nonostante fin dal 1916 ci fosse una sostanziale evidenza clinica che l'ipotesi nasale fosse inappropriata per l'uomo, il paradigma di Flexner rimase in auge fino agli ultimi anni '30 del secolo scorso. Questo portò ad una incorretta descrizione della patogenesi virale e promosse interventi terapeutici impropri come lo spray profilattico Schultz-Pee, utilizzato senza alcun effetto durante l'epidemia del 1937 a Toronto.
La soluzione del problema si ebbe grazie agli studi clinici e alla sperimentazione animale che portarono alla creazione di un vaccino. In Italia si è passati dai 3500 casi annui negli anni cinquanta (con punte di 8000 casi nel 1958) agli zero casi.

#### Fumo
Le ricerche sul fumo sono portate dagli animalisti come sorta di dimostrazione della inutilità della sperimentazione animale.
Già nei primi anni '50 del secolo scorso esistevano solidi dati epidemiologici che dimostravano una stretta correlazione tra fumo e cancro al polmone (Doll, Hill 1950; Doll, Hill 1953; Doll 1953a; Doll 1953b). Sulla base di questi dati nel 1951 venne messo in piedi il primo studio di coorte per studiare la correlazione tra fumo e rischio di sviluppare il cancro (comprendendo nell'analisi circa 40.000 medici), e già nel 1954 vengono pubblicati dati preliminari con forte significanza statistica riguardo fumo e tumore al polmone (Doll, Hill 1954). Seguono ulteriori rapporti nel 1957 e nei primi anni Sessanta. 
Di fronte ad una evidenza proveniente da studi epidemiologici e di coorte su esseri umani, questi vennero ignorati perché non corrispondenti ai dati sperimentali su modelli animali. In particolare questo problema venne sfruttato nell'azione della potente industria del tabacco, che all'epoca usò tutta la sua influenza per impedire qualsiasi politica di prevenzione, promuovendo continue campagne di controinformazione e di lobbing. La mancanza di risultati certi ottenuti sul modello animale fu uno dei cavalli di battaglia in questa azione, anche se curiosamente all'inizio, nelle campagne di controinformazione, fu usato l'argomento contrario, sostenendo che le uniche dimostrazioni della correlazione tra tumore e fumo si erano ottenute sui topi.

## Regola delle 3R
Nel 1959 W.M.S. Russell e R.L. Burch hanno proposto la regola delle 3R per ridurre l'impatto della sperimentazione animale:
1. Rimpiazzamento (Replacement), sostituzione con metodi alternativi.
2. Riduzione (Reduction), riduzione del numero di animali.
3. Raffinamento (Refinement), miglioramento delle condizioni degli animali.

Questa regola è stata inserita dall'Unione europea nella Direttiva 2010/63/UE sulla Protezione degli animali utilizzati a fini scientifici.
In Italia, nel 2018 è stato fondato il Centro 3R, che al momento coinvolge ricercatori delle Università di Pisa e dell'Università di Genova, con l’intento promuovere i principi di Replacement, Reduction e Refinement delle sperimentazioni animali in ambito scientifico .